# Schattenburg
Die Schattenburg ist eine Höhenburg oberhalb der Stadt Feldkirch in Vorarlberg in Österreich und ist mit dieser durch die ehemalige Stadtmauer verbunden. Die hochmittelalterliche Burg ist eine der besterhaltenen Burganlagen Mitteleuropas und beherbergt eine der bedeutendsten historischen Waffensammlungen Österreichs. Ihr Name wird vielfach auf die Wehrvorrichtungen der Anlage (schaten = Schutz) zurückgeführt.

## Geschichte
Erbaut um 1200 von Graf Hugo (III. von Tübingen, I. von Montfort, † 1228), dem Gründer der Stadt Feldkirch, wurde die Burg im 14. Jahrhundert zum Mittelpunkt der Herrschaft aus der Grafschaft (Montfort-)Feldkirch und damit zur Nachfolgerburg zu Alt-Montfort. Sie war bis 1390 Stammsitz der Grafen von Montfort. Bis zum Appenzeller Krieg blieb die Burg, nach zweimaliger Belagerung, unbezwungen. Eine der erfolglosen Belagerungen unternahm 1345 Kaiser Ludwig der Bayer.
1375 verkaufte Burggraf Rudolf IV. von Montfort die von der Schattenburg aus verwaltete Herrschaft Feldkirch an Herzog Leopold III. aus dem Hause Habsburg. Nach dem Tod Rudolf IV. von Montfort setzten die Habsburger Vögte als Verwalter der Grafschaft ein.
Unter Vogt Graf Friedrich VII. von Toggenburg belagerten im Appenzeller Krieg nach der Schlacht am Stoss im Herbst 1405 die verbündeten Schweizer und Feldkircher die Burg. Es gelang ihnen, auf dem Stadtschrofen oberhalb der Anlage schwere Katapulte (Bliden) aufzustellen. Nach 18 Wochen Belagerung und Dauerbeschuss musste Heinrich Walter von Ramschwag, der die Schattenburg mit 38 Mann verteidigte, am 29. Januar 1406 kapitulieren. Anschließend wurde die Burg niedergebrannt. Der Wiederaufbau erfolgte zwei Jahre später. Während der kriegerischen Auseinandersetzungen von König Sigismunds mit Herzog Friedrich von Österreich wurde die Burg 1415 und 1417 jedoch erneut teilweise zerstört.
1417 erhielt Graf Friedrich VII. von Toggenburg die Schattenburg als Pfand von König Sigismund übertragen. Friedrich VII. von Toggenburg ließ für seine feudale Hofhaltung umfangreiche Ausbauten an der Burg vornehmen. Unter seiner Verwaltung entstanden die drei Flügelbauten, welche die bauliche Gestalt der Burg bis heute prägen.

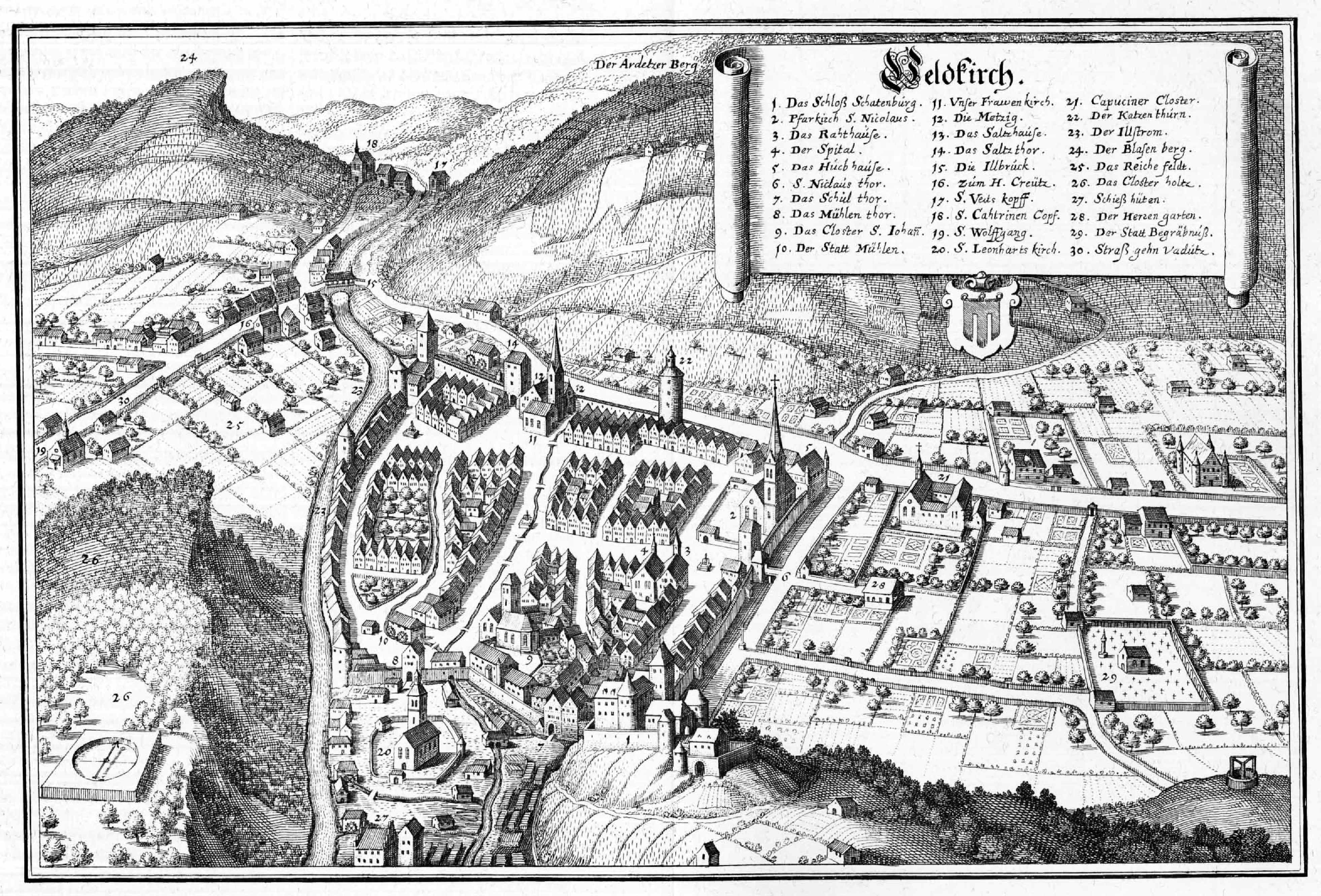
Blick auf Feldkirch mit der Schattenburg im Vordergrund, Darstellung von Matthäus Merian (1643)

Mit dem Tod von Friedrich VII. von Toggenburg ging die Schattenburg 1436 wieder in die Verwaltung des Hauses Habsburg über. Weitere Ausbauten und Umgestaltungen wurden unter dem Vogt Hans von Königsegg im 15. Jahrhundert durchgeführt. Weitere Zubauten entstanden im 17. Jahrhundert.
1647 besetzten schwedische Truppen zum Ende des Dreißigjährigen Krieges die Stadt Feldkirch und die Schattenburg kampflos. Die vorgesehene Schleifung der Burg sowie die Brandschatzung der Stadt konnte nur durch Zahlung einer hohen Kriegskontribution verhindert werden. Zugleich verpflichtete sich die Stadt Feldkirch, die Schattenburg für die schwedische Krone zu erhalten. Mit dem Ende des Dreißigjährigen Krieges verlor die Schattenburg ihre militärische Bedeutung.
1773 kam es zur Verlegung des Vogteiamtes aus der Burg in die Stadt Feldkirch. Damit setzte der bauliche Niedergang der Anlage ein, obwohl der Vogteiverwalter Franz Philipp Gugger von Staudach noch bis 1794 auf der Burg wohnte. Von 1778 bis 1825 wurde die Burg als Gefängnis benutzt – mit 6 Arresten und einem Verhörzimmer. Der Kerkermeister wohnte damals in der Burg. In der gleichen Zeit fanden 1799, 1806 und 1812 mehrere erfolglose Abbruchversteigerungen statt.
1825 konnte die Burg von der Stadt Feldkirch erworben werden. Der Stadt diente sie von 1831 bis 1850 als Kaserne (eine frühere Kasernennutzung fand bereits 1803 und 1816 statt). In der zweiten Hälfte des 19. Jahrhunderts nahm die Burg das Armenhaus auf, welches hier bis 1914 bestand.
Durch den 1912 gegründeten Museums- und Heimatschutz-Verein für Feldkirch und Umgebung konnte die Burg gerettet und wiederbelebt werden. Seit 1916/17 beherbergt die Schattenburg das Feldkircher Heimatmuseum, welches heute das größte Heimatmuseum des Landes Vorarlberg ist.
Unter den Nationalsozialisten kamen 1938 Pläne zum Umbau der Schattenburg zu einer NS-Wehrburg auf, die aber nicht umgesetzt wurden. In den letzten Tagen des Zweiten Weltkrieges diente die Burg als Sitz des Kampfkommandanten der Wehrmacht.
Am 17. November 1953 wurde die Burg von den französischen Besatzungstruppen wieder der Stadt übergeben, und am 7. Juni 1965 entging die Anlage nur knapp einer Brandkatastrophe.
In der Burg befindet sich heute neben dem Museum auch ein Restaurant mit Blick auf die Feldkircher Altstadt.

## Anlage
Die erste Bauphase begann um 1200 unter Hugo I. von Montfort und umfasste den 16 × 12 m großen und 21 Meter hohen Bergfried sowie den Palas, das Wohngebäude, Gräben und Zugbrücke, sowie die Burgmauern.
Erwähnenswert sind auch aus dem 16. Jahrhundert stammende Fresken im inneren der Burgkapelle.
Seit ein paar Jahren wird unter der Schattenburg wieder Wein angebaut.

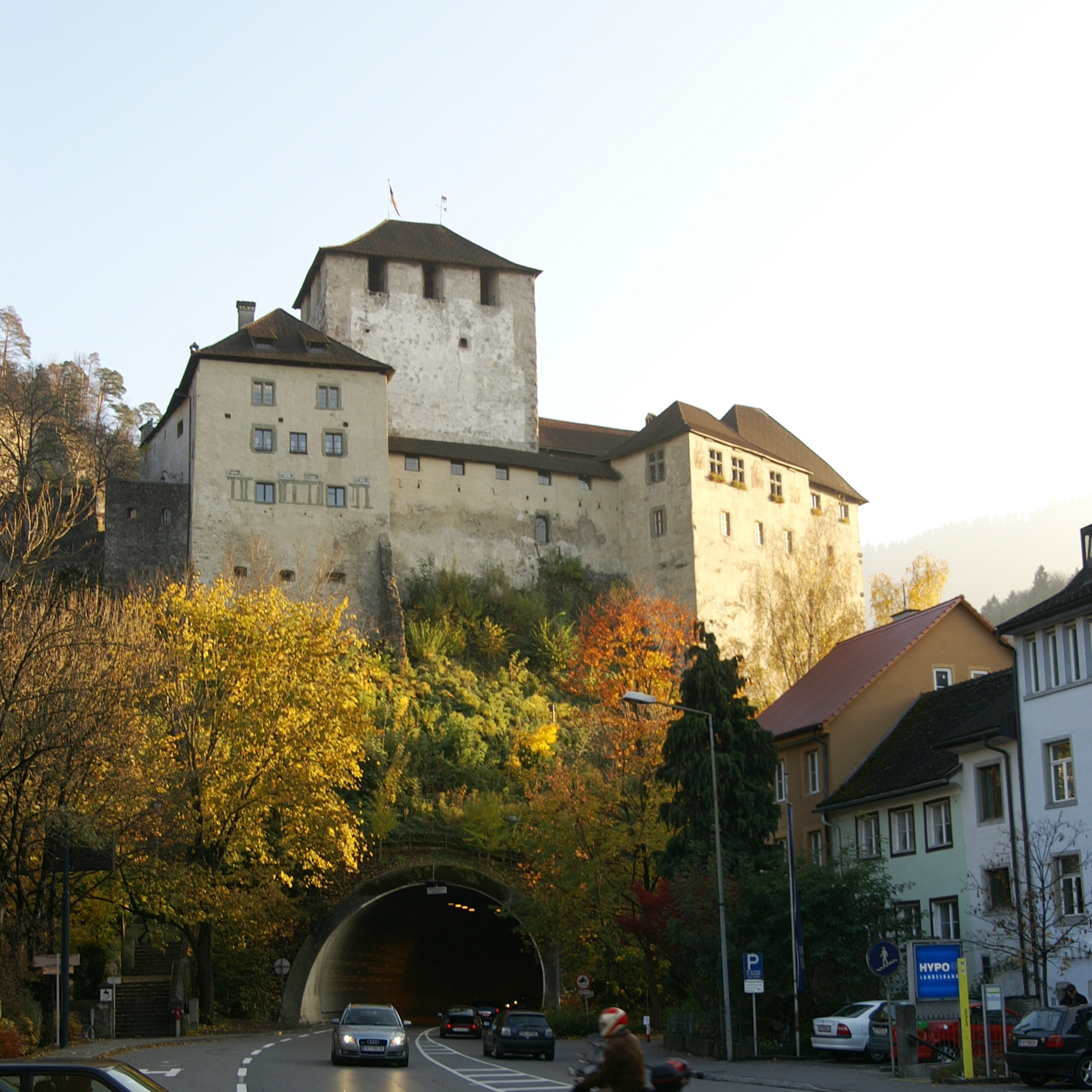
Blick vom Schloßgraben zur Schattenburg
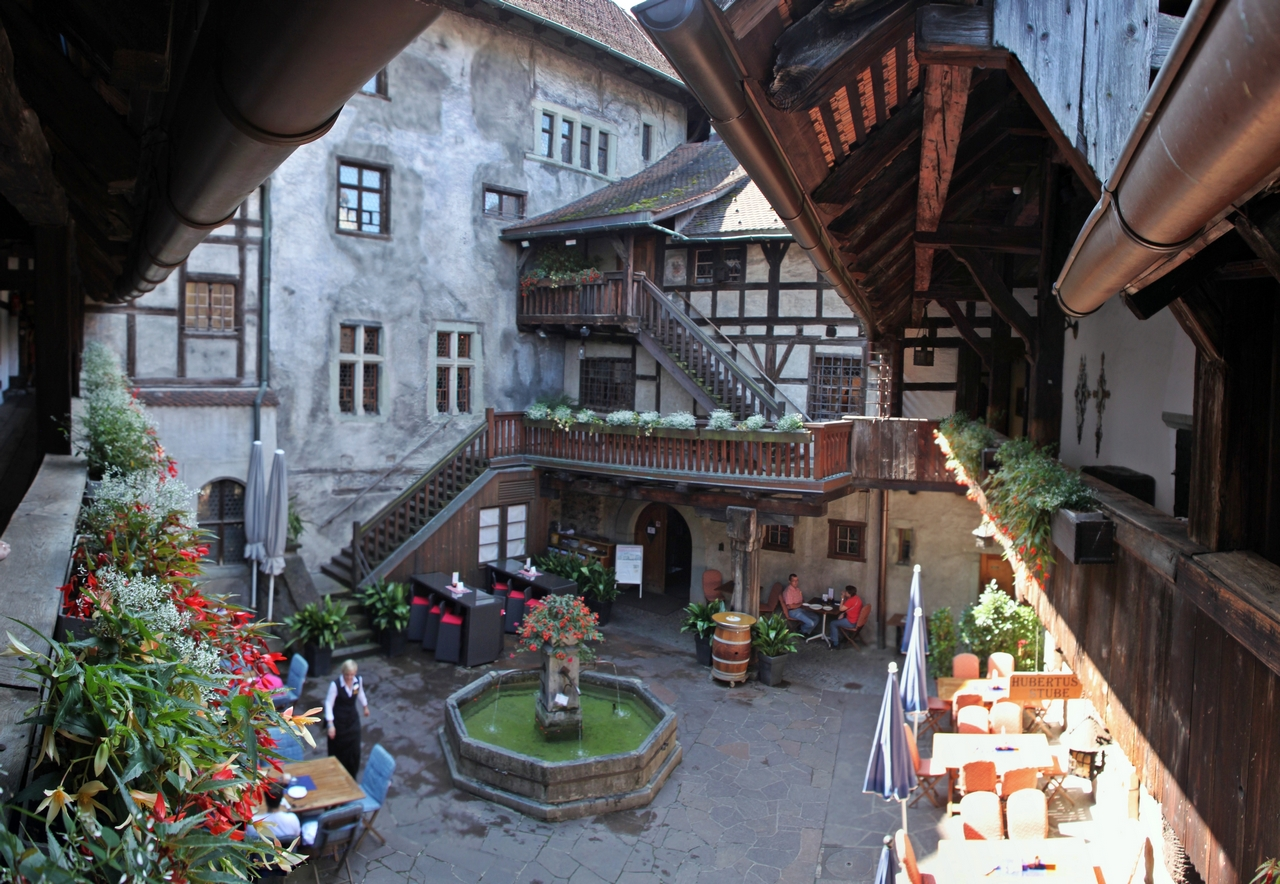
Innenhof der Schattenburg
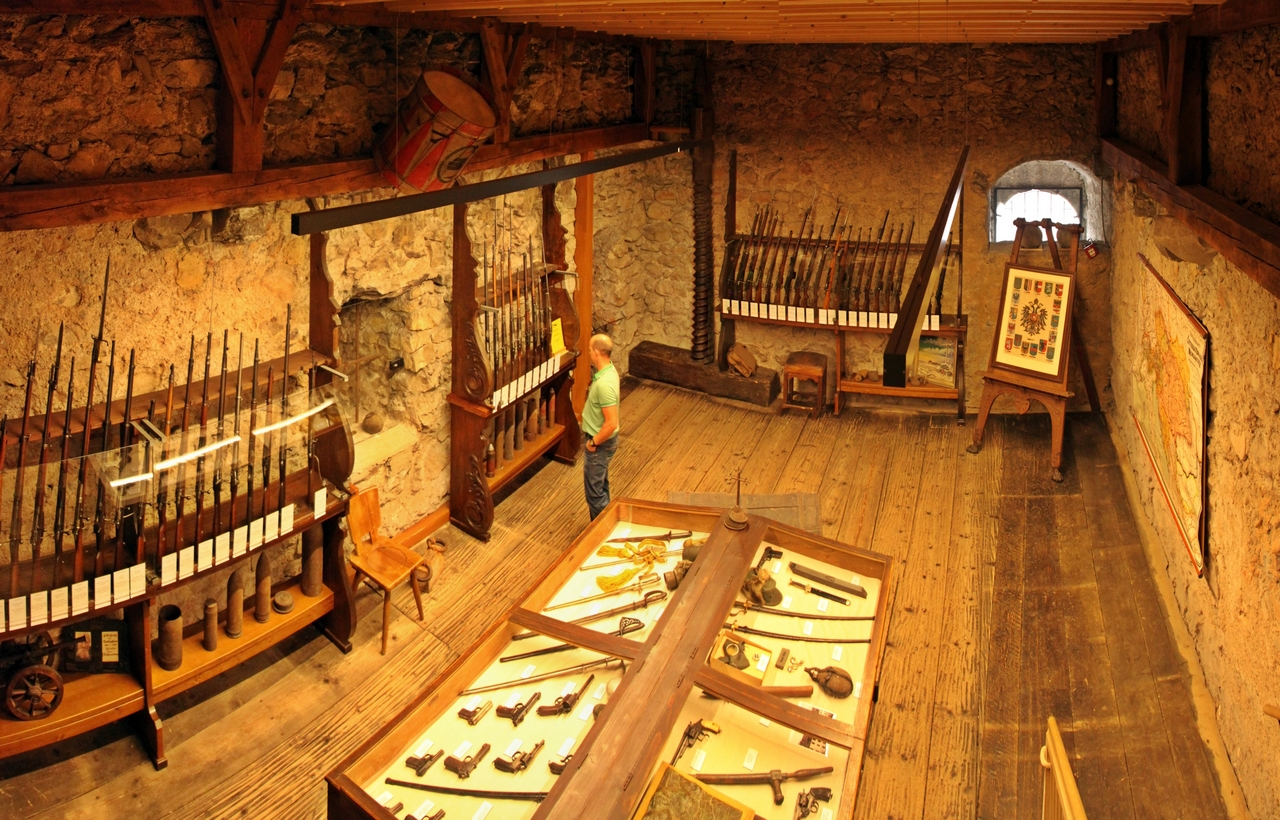
Waffensammlung im Bergfried
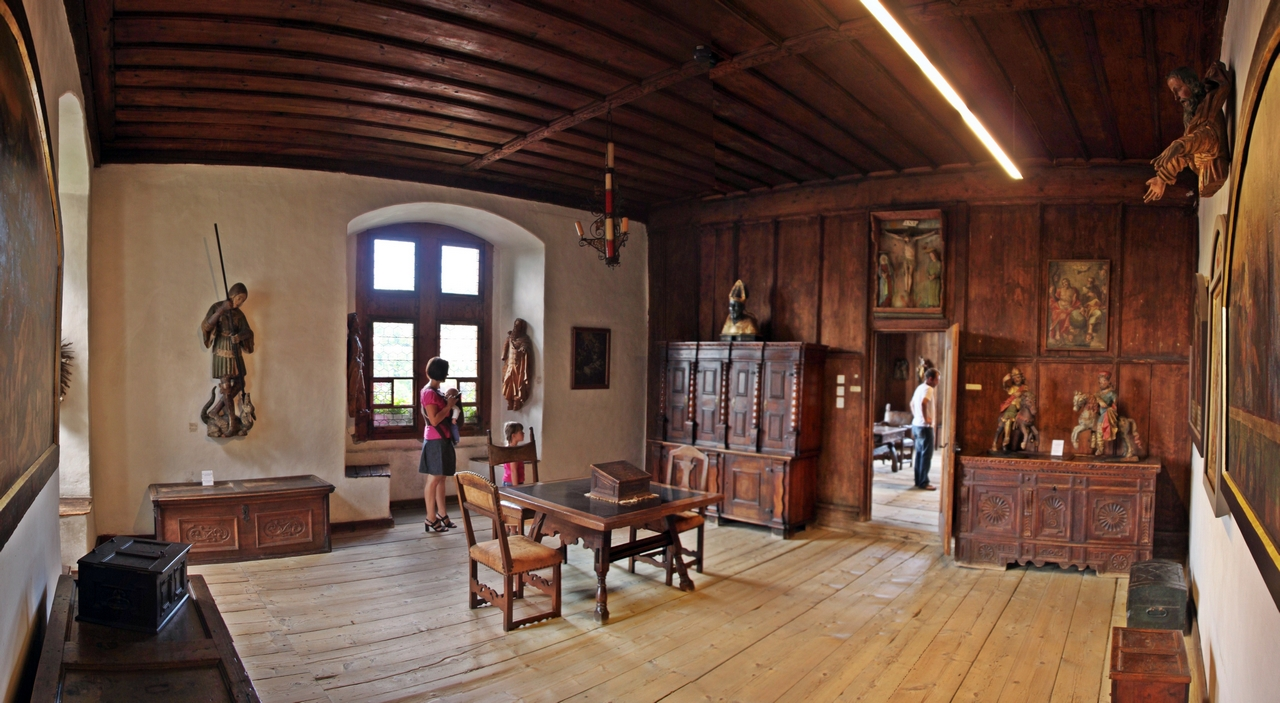
Gotisches Zimmer
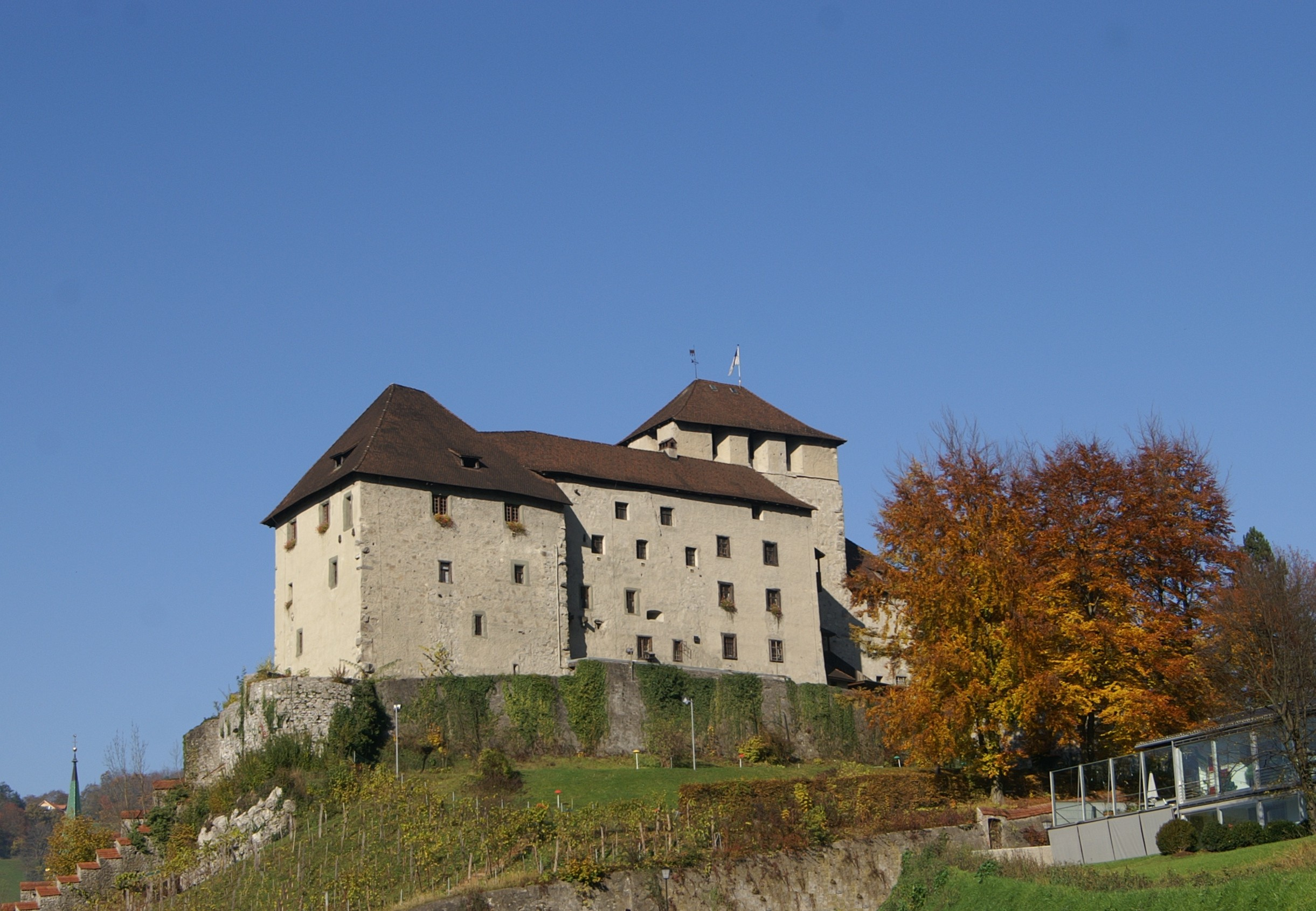
Rückseite der Schattenburg mit Weinberg

## Sonstiges
- Am 3. Februar 1967 brachte die Österreichische Post zu diesem Motiv eine Dauermarke der Briefmarkenserie Österreichische Baudenkmäler im Wert von 1,30 Schilling heraus.
- Das Feldkircher Wahrzeichen ziert auch das Logo des Eishockeyvereins VEU Feldkirch.
- Der Bergrücken wird von den beiden Schattenburg-Tunneln durchquert. Der stillgelegte Schattenburg-Tunnel dient heute als Schießstand.[4]